# Johan Törner (1712–1790)
Johan Törner, född den 27 mars 1712 i Linköping, död den 3 december 1790 i Skeda, var en svensk lärare och författare. Han var son till Johan Törner (1672–1728) och far till Johan Peter Törner.

## Biografi
Törner föddes 20 mars 1712 i Linköping. Han var son till lektorn Johan Törner (1672–1728). Törner började sina studier i Linköping, blev student vid Uppsala universitet januari 1730 och filosofie magister den 5 juni 1740. Han besökte 1741–45 flera tyska universitet som handledare för den sedan bekante Carl Hildebrandsson Uggla. Efter återkomsten blev Törner docent i filosofiska fakulteten 1746 och adjunkt 1751 samt utnämndes samma år till lektor i romersk litteratur och naturalhistoria vid Linköpings gymnasium. Han utgav Utkast till föreläsningarne öfver naturkunnigheten (1758) och Utkast till föreläsningarne uti cosmographien (1760; ny upplaga 1780). Törner prästvigdes 1753, blev teologie doktor i Greifswald 1756, andre teologie lektor och kyrkoherde i Skeda prebende 1771 samt förste teologie lektor 1777. För dövhet blev han tjänstledig 1782. Utöver ovannämnda skrifter offentliggjorde han synodalavhandlingen De consummatione sæculi (1763), disputationer och teser samt Underrättelse om svartkonstboken och runorna (1789) med mera.

### Familj
Törner gifte sig 26 december 1756 med Fredrica Sophia Schmiedeberg (1734-1808). Hon var dotter till överstelöjtnanten Johan Schmiedeberg och Gunilla Juliana Lindelius. De fick tillsammans barnen Juliana Christina Törner (1757-1823) som var gift med kyrkoherde Johan Alexander Livin i Högby församling, Johan Törner (1758-1759), Fredrica Törner (1760-1791) som var gift med kyrkoherden Pehr Meurling i Kristdala församling, Carl Törner (1761-1762), Johanna Sophia Törner (1764-1842) som var gift med kyrkoherden Lars Henrik Norbeck i Gamleby församling, direktören Johan Peter Törner (1768-1844) och Lars Fabian Törner (1774-1800).

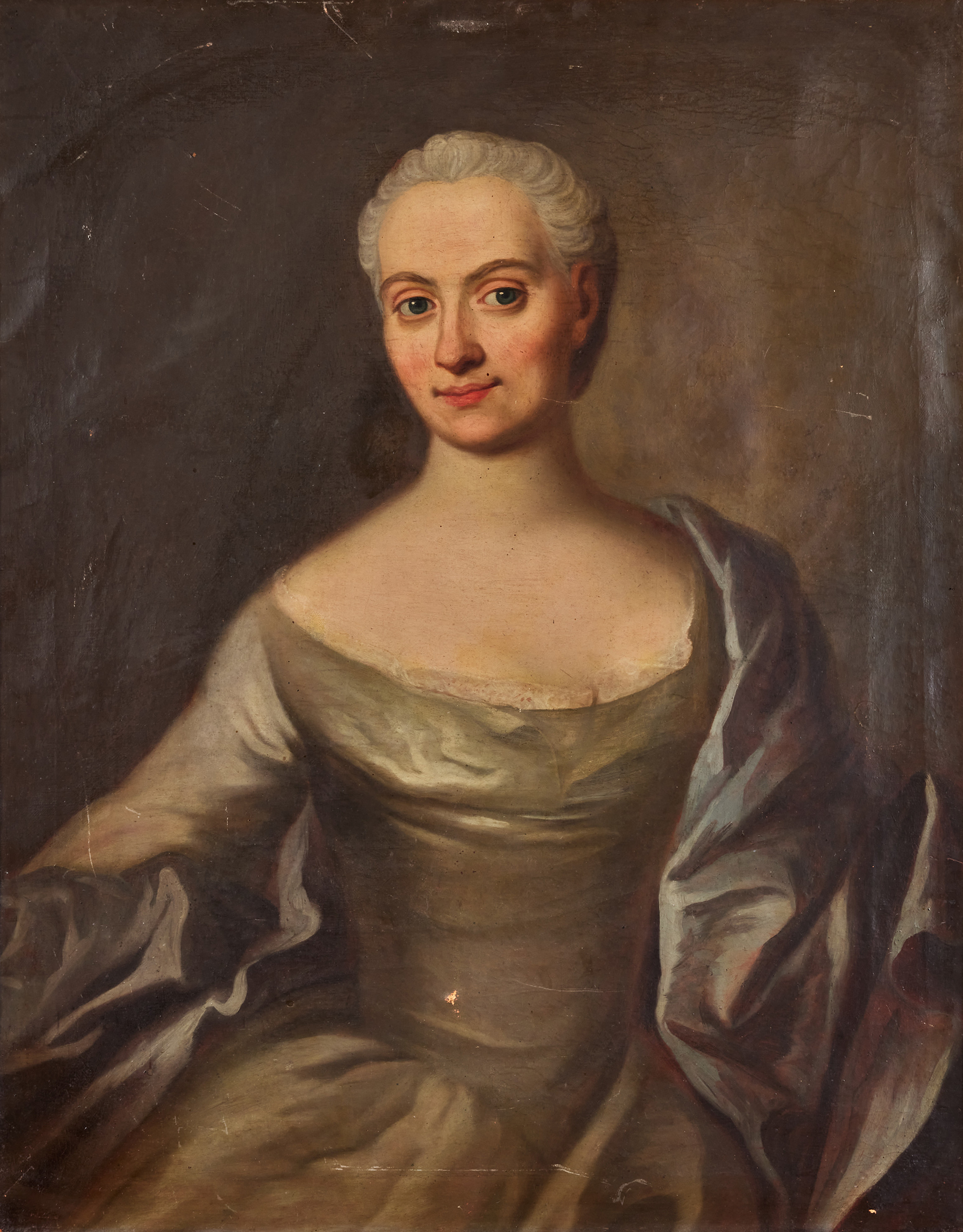
Fredrika Sofia Törner avporträtterad 1762 av Johan Stålbom.